# Dienis Bogdan
Dienis Walierjewicz Bogdan (ros. Денис Валерьевич Бóгдан; ur. 13 października 1996 w Grodnie) – rosyjski siatkarz pochodzenia białoruskiego, grający na pozycji przyjmującego.
Jest wychowankiem klubu Fakieł Nowy Urengoj. Pierwszym jego klubem seniorskim został zespół Dagestan Machaczkała, w którym grał w sezonie 2014/2015. W latach 2015–2021 reprezentował barwy drużyny Fakieł Nowy Urengoj. Od sezonu 2021/2022 jest zawodnikiem obecnego Mistrza Rosji – Dinamo Moskwa.

## Sukcesy klubowe
Puchar Challenge:
- 2017
- 2016

Klubowe Mistrzostwa Świata:
- 2018[3]

Mistrzostwo Rosji:
- 2019

Superpuchar Rosji:
- 2021

## Sukcesy reprezentacyjne
Mistrzostwa Świata Juniorów:
- 2015[4]

Mistrzostwa Świata U-23:
- 2017

Letnia Uniwersjada:
- 2019

Igrzyska Olimpijskie:
- 2020

## Nagrody indywidualne
- 2015: Najlepszy przyjmujący i zagrywający Mistrzostw Świata Juniorów
- 2017: Najlepszy przyjmujący Mistrzostw Świata U-23